# José Silbert

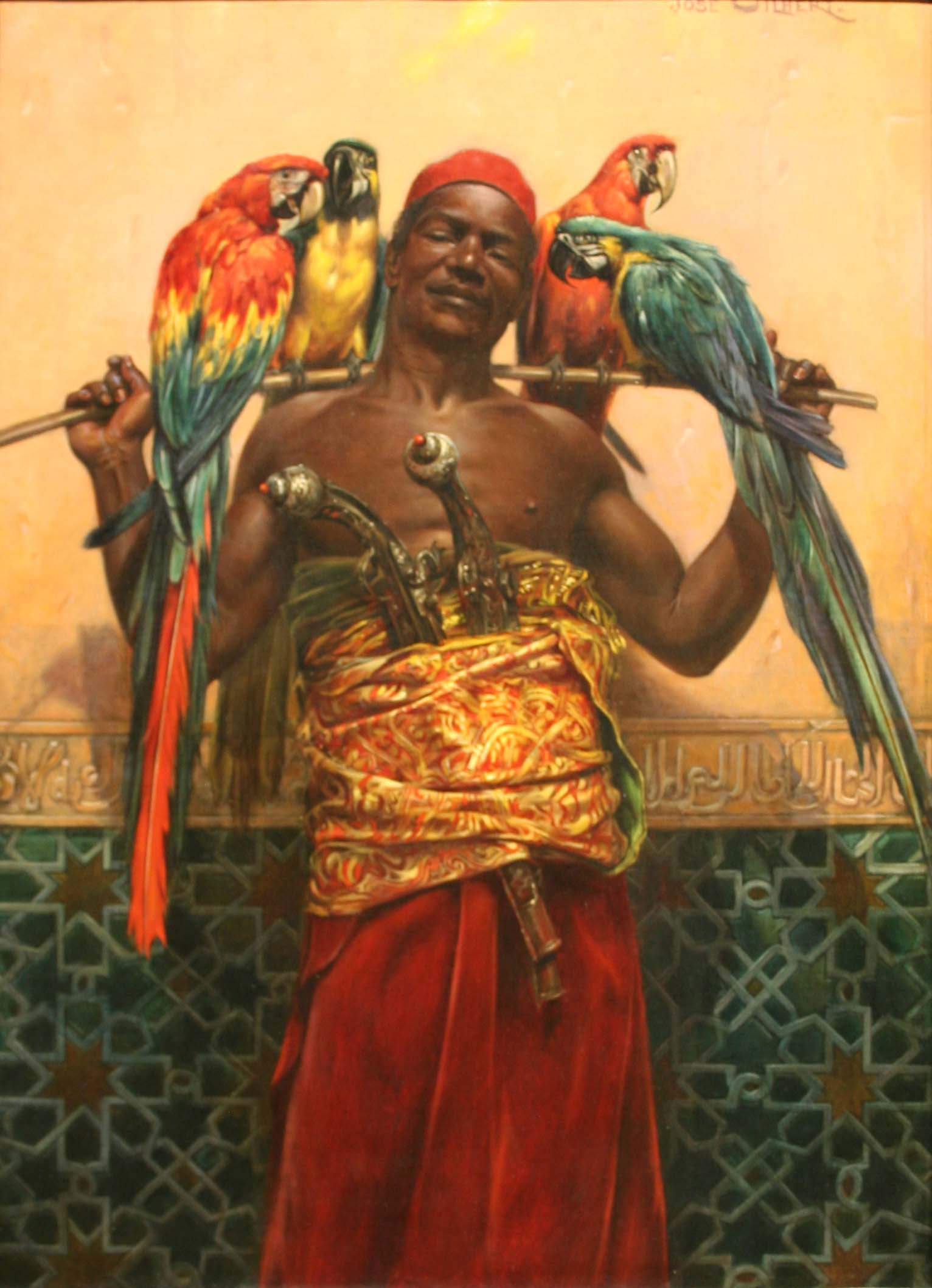
José Silbert: Montreur de cacatoès

José Silbert, eigentlich Marie Joseph Jean Raymond Silbert (geboren am 20. Januar 1862 in Aix-en-Provence; gestorben am 1. Juli 1936 in Marseille) war ein französischer Maler.

## Leben

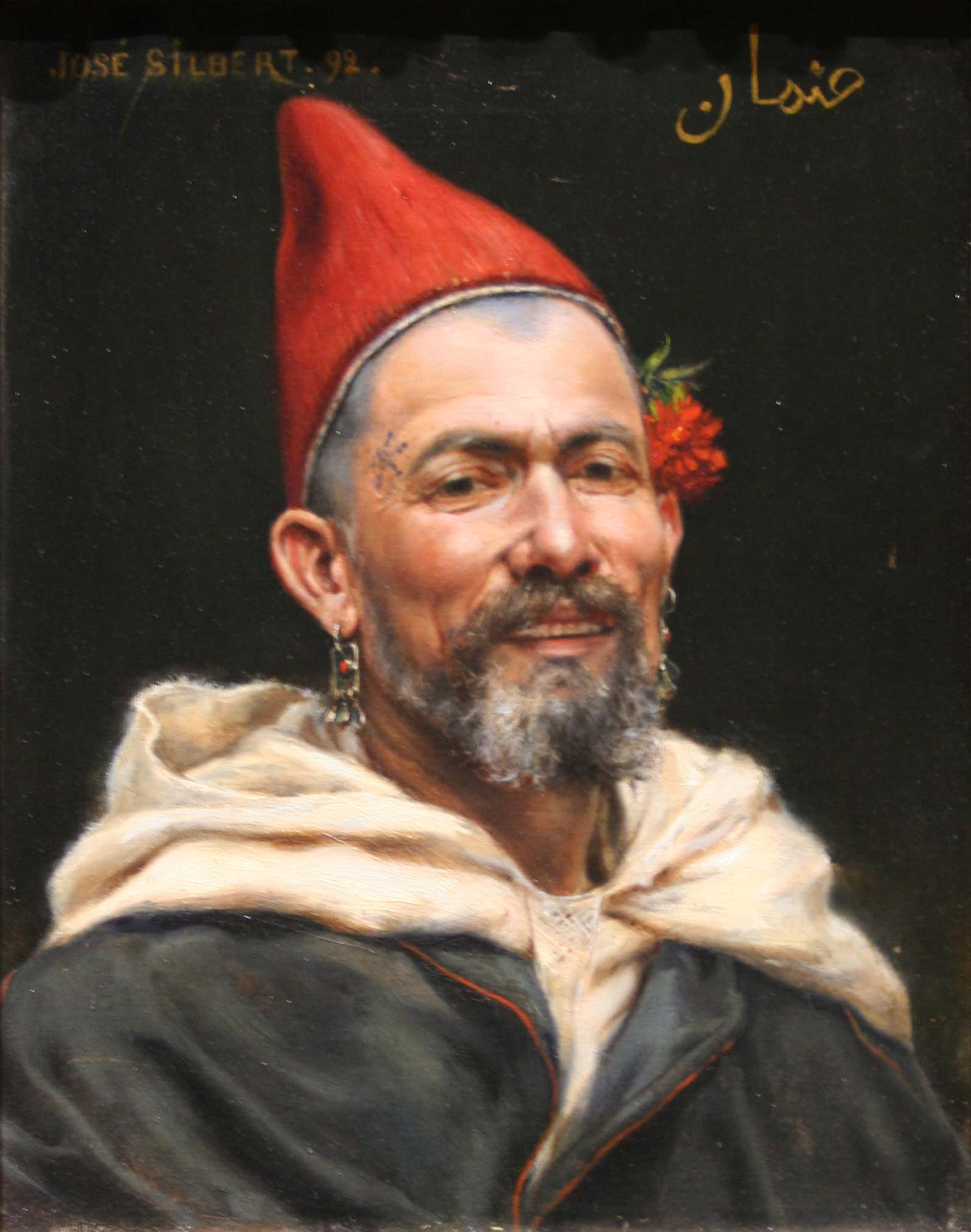
José Silbert: Tête de marocain

José Silbert kam 1862 als Sohn des Arztes Sébastien Pierre Antoine Silbert in Aix-en-Provence zur Welt. In seiner Heimatstadt erhielt er zunächst Malunterricht bei dem Maler Jean Baptiste Martin (1818–1901). Danach zog er nach Paris, wo er an der Académie des Beaux-Arts bei Jules-Joseph Lefebvre und Luc-Olivier Merson Malerei studierte. Im Salon de Paris debütierte er 1884 mit dem Gemälde Légende de Saint Marin de Dalmatie. 1885 stellte er im Salon ein Porträt seines Vaters aus, 1887 zeigte er das Heiligenbild Légende de Aaint François d’Assise et du loup de Gubbio. Silbert reiste wiederholt nach Nordafrika. Dort besuchte er Tanger und wohnte in Algier bei dem Maler Étienne Dinet, der sich der Malerei des Orientalismus zugewandt hatte. Solche Motive finden sich auch im Werk von Silbert. Mit einer an den Realismus erinnernden Detailgenauigkeit schuf er vor allem farbenfrohe und einfühlsame Porträts von Marokkanern und Algeriern. Bei der Kolonialausstellung Exposition coloniale de Marseille 1922 organisierte Silbert die Kunstabteilung.

## Werke in öffentlichen Sammlungen
- Espagnole, Musée des Beaux-Arts, Marseille
- Légende de Saint Marin de Dalmatie, Musée des Beaux-Arts, Marseille
- Mon portrait, Musée des Beaux-Arts, Marseille
- Montreur de cacatoès, Musée des Beaux-Arts, Marseille
- Portrait de François Dubillard, archevêque de Chambéry de 1908 à 1914, Musée des Beaux-Arts, Chambéry
- Saint Marin de Dalmatie, Musée Cantini, Marseille
- Sérénade au mannequin, Musée des Beaux-Arts, Marseille
- Tête de marocain, Musée des Beaux-Arts, Marseille

## Auszeichnungen
- 1908 Ritter der Ehrenlegion, 1923 Offizier der Ehrenlegion
- Großoffizier des Nischan el Iftikhar
- Offizier des Orden des Drachen von Annam